# Loch Rusky
Loch Rusky è un piccolo lago d'acqua dolce vicino Callander nella zona amministrativa di Stirling, nelle Highlands scozzesi. 

## Geografia
Lo psecchio d'acqua si trova nella storica regione del Perthshire.  Giace ad est delle Mentieth Hills, a circa 6 km a nordest di Port of Menteith. La Torrie Forest si estende oltre Lennieston Muir ad est.

## Toponimo
Il nome Rusky deriva dal Gallico Loch an Rusaidh, che corrisponde all'inglese "Lake of the Peeling".

## Pesca
Loch Rusky è noto fin dell'ottocento per la presenza di lucci e persici.